# Notre-Dame-de-la-Rouvière
Notre-Dame-de-la-Rouvière korábbi község Franciaországban, Gard megyében. Lakosainak száma 417 fő (2015). Notre-Dame-de-la-Rouvière L'Estréchure, Les Plantiers, Saint-André-de-Majencoules, Saint-Martial, Soudorgues és Valleraugue községekkel határos.
2019. január 1-jén Valleraugue korábbi községgel egyesült és az így létrejött Val-d’Aigoual új község része lett.

## Népesség
A település népességének változása:
| Lakosok száma | 414  | 346  | 364  | 355  | 354  | 424  | 445  | 436  | 417  | 413  |
|               | 1968 | 1975 | 1982 | 1990 | 1999 | 2006 | 2011 | 2013 | 2015 | 2016 |